# ماسي (فرنسا)
ماسي، (بالإنجليزية: Massy)‏، بلدية فرنسية تقع في الضواحي الجنوبية لباريس، فرنسا. وهي تقع 14.7 كيلومتر (9.1 ميل) من وسط باريس.

## توأمة
لماسي (فرنسا) اتفاقيات توأمة مع:
- أسكولي بيتشينو

## أعلام
- نيكولاس أبيرت
- يوهان مارتيال
- أنتوني مارسيال
- هنري يموان
- يايا سانوغو